# Совет Национальностей Верховного Совета СССР
Совет Национальностей — одна из двух палат Верховного Совета СССР, образованного в соответствии с Конституцией СССР 1936 года. Начал функционировать с 1938 года. (не путать: Совет Национальностей ЦИК СССР образован в соответствии с Конституцией СССР 1924 года)

## Введение
Совет Национальностей избирался тайным голосованием на основе всеобщего, равного и прямого избирательного права. Руководство палатой во время заседаний осуществляли председатель и его четыре заместителя.
Согласно статье 35 Конституции СССР 1936 года, Совет Национальностей избирался по норме: 25 депутатов от каждой союзной республики, 11 депутатов от каждой АССР, 5 депутатов от каждой автономной области и один депутат от каждого национального (с 1977 года — автономного) округа.
С принятием Конституции СССР 1977 года норма представительства от каждой союзной республики была увеличена до 32 депутатов.
Совет Национальностей 12 созыва избирался Съездом народных депутатов СССР по норме: 11 депутатов от каждой союзной республики, 5 депутатов от каждой АССР, 2 депутата от каждой автономной области и один депутат от каждого автономного округа (291 депутат = (11*15 республик) + (5*20 асср) + (2*8 АО) + 10 автономных округов).
Совет Национальностей представлял не непосредственно «национальности» в значении этого слова, принятом в СССР (этнические группы), а национальные территориальные образования всех уровней. Например, представители областей и краёв РСФСР с преобладающим русским населением получали в Совете Национальностей 6—11-го созывов всего 32 места из 750, наравне с другими союзными республиками, но намного меньше их доли в населении СССР. Таким образом, система выборов в Совет национальностей, опирающаяся на административно-территориальное деление СССР, давала численно равное представительство национальным образованиям одного территориального статуса, в отличие от Совета Союза, в котором пропорциональное преимущество имели большие народы страны.
В его состав входил и Совет старейшин. Им назывался совещательный рабочий орган Верховного Совета СССР, образовывавшийся в каждой из палат. До 1989 года существование Совета старейшин не было юридически закреплено, и он функционировал в силу традиции, а после принятия 20 декабря 1989 года Регламента Съезда народных депутатов СССР и Верховного Совета СССР Совет старейшин получил правовой статус, его работе была посвящена статья 62 Регламента.
Совет старейшин создавался в каждой из палат (по квоте: Совет старейшин Совета Союза — один представитель на четырёх депутатов; Совет старейшин Совета Национальностей — по два представителя от каждой союзной республики и по одному от каждых автономной республики, автономной области и автономного округа); в задачи Совета старейшин входило предварительное решение организационных вопросов работы сессии Верховного Совета (обсуждение повестки дня, установление порядка обсуждения докладов и тому подобных).
Фактически упразднён Законом СССР от 5 сентября 1991 года № 2392-I: 21 октября 1991 по данному закону вместо него был сформирован Совет Республик Верховного Совета СССР, однако соответствующие поправки в Конституцию СССР внесены не были, и Совет Национальностей продолжал упоминаться в 111-й статье Конституции СССР. По данным «РИА Новости», палата 24 декабря 1991 года провела последнюю сессию.

## Количество членов (на момент выборов)
| № | Созыв  | Периоды                                                          | Депутатов | Всего НТО | Союзных республик | АССР | Автономных областей | Округов                                                   |
| - | ------ | ---------------------------------------------------------------- | --------- | --------- | ----------------- | ---- | ------------------- | --------------------------------------------------------- |
| 1 | 1-й    | 1938—1946                                                        | 683       | 55        | 12                | 22   | 9                   | 12 национальных округов                                   |
| 2 | 2—4-й  | 1946—1950; 1950—1954; 1954—1958                                  | 743       | 51        | 16                | 16   | 9                   | 10 национальных округов                                   |
| 3 | 5-й    | 1958—1962                                                        | 738       | 53        | 15                | 18   | 10                  | 10 национальных округов                                   |
| 4 | 6—11-й | 1962—1966; 1966—1970; 1970—1974; 1974—1979; 1979—1984; 1984—1989 | 750       | 53        | 15                | 20   | 8                   | 10 национальных (с 1977—1978 годов — автономных) округов) |
| 5 | 12-й   | 1989—1991                                                        | 271       | 53        | 15                | 20   | 8                   | 10 автономных округов                                     |

## Председатель Совета Национальностей Верховного Совета СССР
Председатель Совета Национальностей Верховного Совета СССР — должностное лицо занимавшееся ведением заседаний Совета Национальностей Верховного Совета СССР. Должность введена Конституцией СССР 1936 года. Избирался Советом Национальностей Верховного Совета СССР.

### Список Председателей Совета Национальностей Верховного Совета СССР
- 1938—1946 Шверник, Николай Михайлович ( РСФСР)
- 1946—1950 Кузнецов, Василий Васильевич ( РСФСР)
- 1950—1954 Шаяхметов, Жумабай Шаяхметович ( Казахская ССР)
- 1954—1958 Лацис, Вилис Тенисович ( Латвийская ССР)
- 1958—1966 Пейве, Ян Вольдемарович ( Латвийская ССР)
- 1966—1970 Палецкис, Юстас Игнович ( Литовская ССР)
- 1970—1974 Насриддинова, Ядгар Садыковна ( Узбекская ССР)
- 1974—1984 Рубен, Виталий Петрович ( Латвийская ССР)
- 1984—1989 Восс, Август Эдуардович ( Латвийская ССР)
- 1989—1991 Нишанов, Рафик Нишанович ( Узбекская ССР)